# Långtjärnen (Norra Ny socken, Värmland, 670720-135935)
Långtjärnen är en sjö i Torsby kommun i Värmland och ingår i Göta älvs huvudavrinningsområde.